# قرار مجلس الأمن التابع للأمم المتحدة رقم 646
موضوع القرار: الحالة في قبرص.
تاريخ اتخاذ القرار: 14 ديسمبر 1989
أعضاء مجلس الأمن أثناء اتخاذ القرار: الإتحاد السوفياتي، أثيوبيا، البرازيل، الجزائر، السنغال، الصين، فرنسا، فنلندا، كندا، كولومبيا,ماليزيا، المملكة المتحدة، نيبال، الولايات المتحدة، يوغوسلافيا

## وصلات خارجية
- الصفحة الرئيسية لموقع الأمم المتحدة على الشبكة
- موقع الأمم المتحدة باللغة العربية
- الهيكل التنظيمي لمنظومة الأمم المتحدة